# إلمشان (تازارين)
إلمشان هي إحدى مشيخات المملكة المغربية، تتبع جغرافيا لإقليم زاكورة وإداريًا لتازارين. يقدر عدد سكانها بـ 8058 نسمة حسب الإحصاء الرسمي للسكان والسكنى لسنة 2004.